# ラウド・ハウス・ムービー
『ラウド・ハウス・ムービー』(原題: The Loud House Movie 別名 Louds The Movie) は、2021年に公開・配信されたアニメーションのミュージカル・冒険映画。

## ストーリー
リン・ラウド・シニアとリタ・ラウドの真ん中の子供で唯一の息子・リンカーン・ラウドは妹たち (ロリ・レニー・ルナ・ルアン・リン・ルーシー・ラナ・ローラ・リサ) を支援する事に時間を費やしてい。最年少の妹・リリーに大家族での生活に対処する方法を教えながら、今日の任務。妹全員が賞を受賞する特に成功した日の後、ラウド家がリン・シニアのレストランで祝い。そこにいる間、ラウド妹はファンから賞賛され、リンカーンは脇に押しやられて無視れた。リンカーンは彼の妹たちの影の中に住んでいると感じて、彼の親友・クライド・マクブライドに相談す。クライドは彼の祖母の家族側がパリから来た事を知った時について話す。インスパイアを得てリンカーンは両親に同じ質問をし、リサはリン・シニアの遺産をスコットランドまでたどる事ができた。その後、ラウド家は貨物倉からのパラシュート、熱気球での飛行、潜水艦での移動など、多忙な旅行で1週間の長期休暇をスコットランドに向かい。多くの奇妙な町であるスコットランドの町・ロッホ・ラウドに到着すると、ラウド家は町の市民から自分たちがスコットランドの王族の子孫であり、グラウンドキーパー・アンガスと不機嫌な不動産管理人・モラグが経営する城に導かれる事を知り。
その後、アンガスは家族に自分たちの祖先の絵を見せ、ラウド家自身に驚くほど似ている事を示し、永遠に航海する前に何年もの間町を支配していた事を明らかになる。リンカーンはアンガスから彼自身の先祖対応者である家族の公爵が家族の中で最も特別なメンバーであり、喜びに非常に感謝している事を知り。ロッホ・ラウドの新しい公爵になりたいと思って村を以前の栄光に戻すのを助けるために多くのコミュニティサービスイベントに参加し、ラウド家がもう1つのトイレを共有する必要がなくなったので、家族の残りの人を永遠にスコットランドに移す罪悪感を抱きる。
ラウド家が子孫・ルシール・ラウドの幽霊を体験しながら発見に順応すると、リラと名付けた非常に速く成長し、城での時間を楽しんでい。モラグは城に平和に住んだ後、ラウド家に不満を感じれ、何年もの激昂になる。次に彼女は祖先・アギーのようにドラゴンストーンと呼ばれる魔法の宝石と王笏でリラに催眠術をかける事でラウド家がロッホ・ラウドを永遠に去るようにする計画を考案す。
ラウド妹たちが村で注目を集め始めた後、モラグはリンカーンをだまされたリラに乗って彼の注目を取り戻そうとした。リラに乗っている間、モラグは宝石とセプターを使ってそれを催眠術で町を破壊し、リンカーンが混乱のせいにされる事ができるようになった。リンカーンは被害に罪を感じ、ラウド家にロイヤルウッズに帰るように頼んた。家族が家に帰る時にモラグは村人たちの不快感に大いに町の新しい公爵夫人を自分自身にするために進み。それに応じて再びリラに催眠術をかけ、村をさらに破壊す。
ルシール・ラウドの幽霊はラウド家にモラグが町に何をしているのかを話す。ラウド子供たち、手漕ぎボートで町に戻り、チームを組んでモラグを倒し、リラに催眠術をかけないでください。ラウド妹たちはセプターを取り戻し、リンカーンは彼の魔法スキルを使用し、リリーの助けを借りてリラを呪文から解き放つ宝石を破壊し、それに応じてモラグはラウド家に似たアザラシで満たされた島に落とされた。ロッホ・ラウドの町はラウド家を祝福し、リンカーンに王国の公爵としての地位を再開するように求めますが、リンカーンは辞退し、代わりにアンガスに王冠を提供ってラウド祖先の幽霊よって承認済み。
村の修復を手伝った後、ラウド家はアンガスと村人たちに別れを告げ、ロイヤルウッズに帰りった。ボビーがスコットランドに到着するのが遅すぎてロリがロイヤルウッズに戻る途中である事がわかりない。クライドはリンカーンをいくつかのデュークカップケーキでロイヤルウッズに戻す事を歓迎った。

## キャッチコピー
- 「ラウド家はなんと王家一族だった?! スコットランドへやってきたリンカーン・ラウドとパパとママ、そして10人の姉妹のゆかいな旅を描いたミュージカルアニメ。」

## 登場人物
ラウド家
リンカーン・ラウド (Lincoln Loud)
本作の主人公の11歳の男の子。
ロリ・ラウド (Lori Loud)
レニ・ラウド (Leni Loud)
ルナ・ラウド (Luna Loud)
ルアン・ラウド (Luan Loud)
リン・ラウド・ジュニア (Lynn Loud Jr.)
ルーシー・ラウド (Lucy Loud)
ラナ・ラウド (Lana Loud)
ローラ・ラウド (Lola Loud)
リサ・ラウド (Lisa Loud)
リリー・ラウド (Lily Loud)
リン・ラウド・シニア (Lynn Loud Sr.)
リタ・ラウド (Rita Loud)
ラウド家の仲間たち
クライド・マクブライド (Clyde McBride)
ロニー・アン・サンティアゴ (Ronnie Anne Santiago)
ボビー・サンティアゴ (Bobby Santiago)
スコットランド
リーラ (Lela)
アンガス (Angus)
モラグ (Morag)
ルシール・ラウド (Lucille Loud)
アギー (Auggie)
ラウド家の先祖たち

## キャスト
※括弧内は日本語吹替。
声の出演
- リンカーン・ラウド - アッシャー・ビショップ (斎藤千和)
- アンガス - デイヴィッド・テナント (利根健太朗)
- モラグ - ミシェル・ゴメス - (平田宏美)
- ロリ・ラウド - キャサリン・テイバー (日笠陽子)
- レニ・ラウド - リリアナ・マミー (小松奈生子)
- ルナ・ラウド - ニカ・フッターマン (田村睦心)
- ルアン・ラウド - クリスティーナ・プセリ (松岡美里)
- リン・ラウド・ジュニア - ジェシカ・ディ・シコ (大西沙織)
- ルーシー・ラウド - ジェシカ・ディ・シコ (日笠陽子)
- ラナ・ラウド - グレイ・デリスル (綾瀬有)
- ローラ・ラウド - グレイ・デリスル (長縄まりあ)
- リサ・ラウド - ララ・ジル・ミラー (田村睦心)
- リリー・ラウド - グレイ・デリスル (長縄まりあ)
- リン・ラウド・シニア - ブライアン・ステパニック (玉井勇輝)
- リタ・ラウド - ジル・タリー (小松奈生子)
- クライド・マクブライド - アンドレ・ロビンソン (髙野麻美)
- ロニー・アン・サンティアゴ - イザベラ・アルバレス (釘宮理恵)
- ボビー・サンティアゴ - カルロス・ペガベガ (大塚剛央)

その他の日本語吹き替え: 秋保佐永子/千本木彩花/君成田晃佑/杉田めふみ/Akitoshi-Kamberland/武内鮎美/浦島健太/犬太郎/岡田誠/会原実希/森加織/染谷洸太/小西のりゆき/峰澤歩/多田野曜平/林勇

## スタッフ
- 日本語吹き替えスタッフ

スタジオ: ブロードメディア
演出: 飯村靖雄
音楽監督: 新倉歩
翻訳: 中島絵里
調整: 小出善司、川崎正貴、伊藤隆文
字幕: 菊池花奈美